# Jocelyne Jany
Jocelyne Jany est une actrice française née à Vaujours en Seine-Saint-Denis le 11 mai 1937.

## Filmographie
- 1950 : Les Deux Gamines de Maurice de Canonge
- 1950 : Olivia de Jacqueline Audry
- 1951 : Le Plaisir de Max Ophüls dans le sketch La Maison Tellier
- 1953 : La rafle est pour ce soir de Maurice Dekobra, dans le sketch : Bébert